# Коуту, Миа
Миа Коуту, собственно Антониу Эмилиу Лейте Коуту (порт. Mia Couto, António Emílio Leite Couto, 5 июля 1955 года, Бейра) — мозамбикский писатель.

## Биография
Сын португальских колонистов, переехавших в Португальскую Восточную Африку в начале 1950-х годов. В 1969 году опубликовал в печати родного города несколько стихотворений. В 1971 году переехал в Мапуту и поступил на медицинский факультет в Университет имени Эдуардо Мондлане. После победы революции гвоздик в Португалии и достижения Мозамбиком независимости Коуту начал работать журналистом, по предложению нового режима ФРЕЛИМО возглавил информационное агентство страны, был редактором издания «Трибуна». В 1983 году опубликовал первую книгу стихов. Продолжил занятия журналистикой и — параллельно — биологией (чтобы закончить их, уволился из газеты Notícias в 1985 году).
В 1998 году Коуту был избран членом Бразильской академии литературы, первым африканским писателем, удостоенным такой чести.

## Произведения
- Raiz do Orvalho (1983, стихи)
- Vozes Anoitecidas (1986, новеллы)
- Cada Homem É uma Raça (1990, новеллы)
- Cronicando (1991, журнальная хроника)
- Сомнамбулическая земля/ Terra Sonâmbula (1992, роман, в 2002 был назван в числе 12 лучших африканских книг XX века)
- Estórias Abensonhadas (1994, новеллы)
- A Varanda do Frangipani (1996, роман)
- Contos do Nascer da Terra (1997, новеллы)
- Mar Me Quer (1998, повесть)
- Vinte e Zinco (1999, повесть)
- Raiz de orvalho e outros poemas (1999, стихи)
- Последний полёт фламинго/ O Último Voo do Flamingo (2000, роман)
- Na Berma de Nenhuma Estrada e Outros Contos (2001, новеллы)
- Река по имени время, дом по имени земля/ Um Rio Chamado Tempo, uma Casa Chamada Terra (2002, роман)
- Contos do Nascer da Terra (2002, новеллы)
- O País do Queixa Andar (2003, журнальные хроники)
- O Fio das Missangas (2003, новеллы)
- Потрясенный дождь/ A chuva pasmada (2004)
- Pensatempos: textos de opinião (2005)
- O Outro Pé da Sereia (2006, роман)
- Божьи яды и чёртовы снадобья/ Venenos de Deus, Remédios do Diabo (2008, роман, рус. пер. )
- Иесусалим/ Jesusalém (2009, роман)
- A Confissão da Leoa (2012, роман)

## Публикации на русском языке
- 2012 — «Божьи яды и чертовы снадобья», роман, перевод Екатерины Хованович, журнал «Иностранная литература», 2012, № 8;
- 2025 — «Ароматы», сборник рассказов (избранные произведения из семи авторских сборников писателя), переводчики: Екатерина Хованович, Мария Мазняк, Варвара Кузнецова и Мария Бондарева, выпущен «Центром книги Рудомино», ISBN 978-5-00087-250-5.

## Признание
Член-корреспондент Бразильской академии литературы (1998). Лауреат премии Мариу Антониу (2001), международной премии организации «Латинское единство», премии Эдуарду Лоренсу (2011) и многих других. Крупнейшая в португалоязычном мире Премия Камоэнса (2013). Международная Нейштадтская литературная премия (2014).
Награждён бразильским Орденом культурных заслуг.
В апреле 2025 года Миа Коуту была присуждена Премия ПЕН/Фонда Набокова в области международной литературы. Он стал первым пишущим на португальском языке писателем, удостоенным этой престижной международной награды.